# Sérilhac
Sérilhac település Franciaországban, Corrèze megyében. Lakosainak száma 273 fő (2022. január 1.). Sérilhac Beynat, Lagleygeolle és Le Pescher községekkel határos.

## Népesség
A település népessége az elmúlt években az alábbi módon változott:
| Lakosok száma | 365  | 313  | 308  | 289  | 276  | 271  | 268  | 272  | 272  | 273  |
|               | 1968 | 1982 | 1990 | 2006 | 2013 | 2015 | 2017 | 2019 | 2020 | 2022 |